# Festival Internacional de Cine de Estocolmo
El Festival Internacional de Cine de Estocolmo (sueco: en sueco: 'Stockholms Filmfestival') es un festival de cine anual que se lleva a cabo en la ciudad de Estocolmo, Suecia. El festival se hizo por primera vez en 1990 y aún se sigue celebrando cada año. Normalmente se realizar durante la 2ª mitad del mes de noviembre. La película que logre el mayor reconocimiento por parte del jurado, en cada una de las secciones, recibe el Caballo de Bronce (Bronshästen). Desde su inicio, el festival ha ido creciendo con fuerza y se le da un reconocimiento a los nuevos talentos con diferentes premios. Para ser seleccionado en este festival, los directores deben ser debutados o directores únicos que han hecho menos de 3 películas. El objetivo del Festival Internacional de Cine de Estocolmo es ampliar la producción nacional de películas suecas con nuevas películas llenas de creatividad y de gran calidad. El festival también tiene como objetivo ofrecer al visitante una orientación dentro de panorama audiovisual moderno tanto nacional como internacional. Entre los distintos seminarios que hay, también existe la oportunidad de conocer actores y creadores de contenido profesionales para así lograr una gran experiencia fílmica para sus visitantes. Una lista impresionante de creadores de contenido y actores han asistido al festival, incluyendo Dennis Hopper, Lauren Bacall, Gena Rowlands, Charlotte Rampling, Susan Sarandon, Ang Lee, David Cronenberg, Polanski Romano, Terry Gilliam, David Lynch, Elia Kazan, Wong Kar-Wai y Uma Thurman.
Los organizadores del Festival Internacional de Cine de Estocolmo también organizan el Festival de Cine Joven de Estocolmo, un festival de cine dedicado a los niños y a los jóvenes. El propósito principal de este festival de cine para niños es mostrar grandes películas de cada rincón del planeta; películas que de otra forma no alcanzan al repertorio de cine convencional. Todas las proyecciones son gratuitas para todos los jóvenes de entre 6 y 19 años de edad. En agosto de todos los años, el Festival Internacional de Cine de Estocolmo organiza un Cine de Verano en el parque de Rålambshovsparken que se encuentra en la misma ciudad. En este encuentro que dura cinco noches, se proyectan películas en un cine organizado al aire libre.

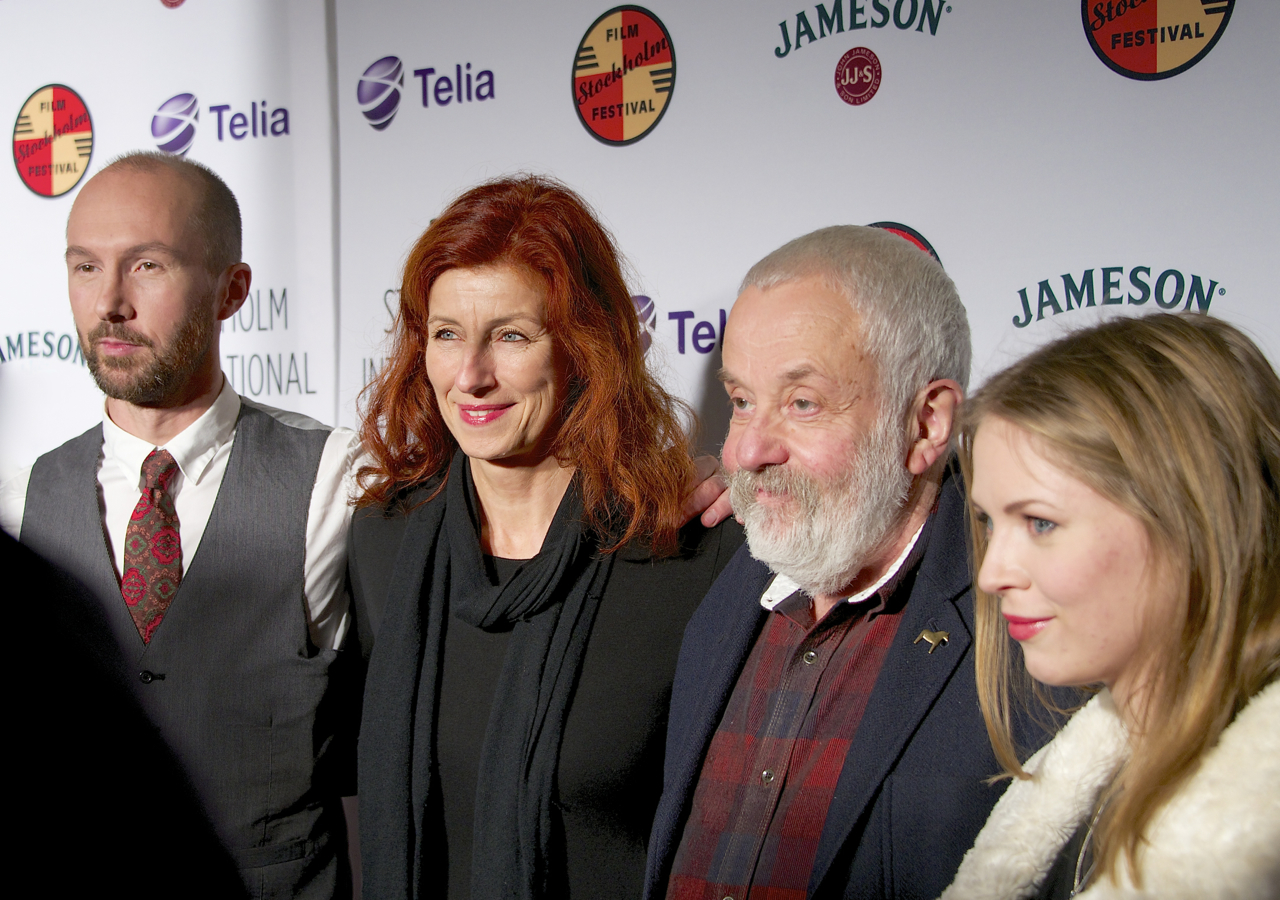
Mike Leigh en el Festival Internacional de Cine de Estocolmo en noviembre de 2014, junto con actor Olle Sarri, el director del festival Git Scheynius y actriz sueca Alexandra Dahlström.

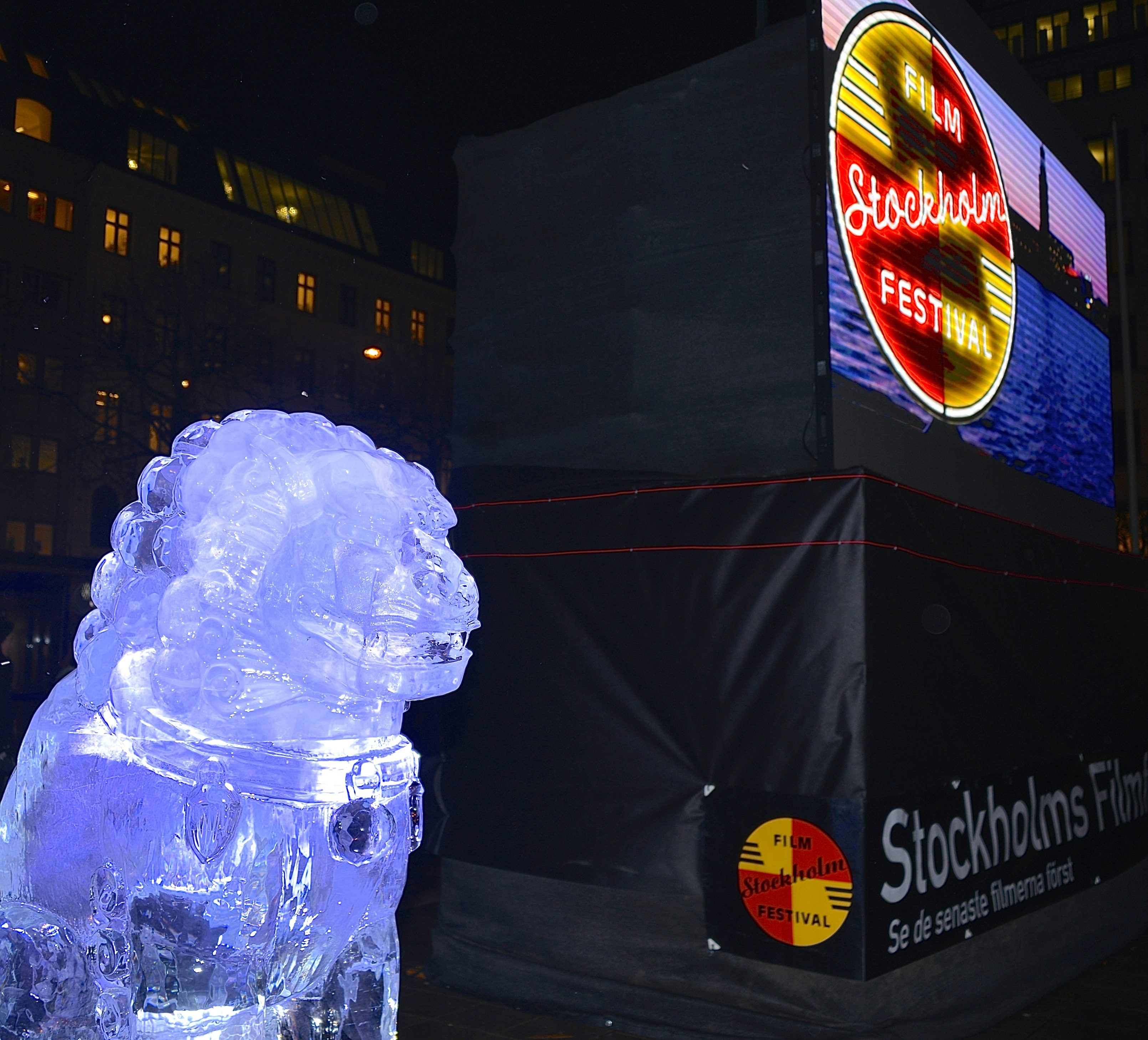
Esculturas de hielo realizadas por Ai Weiwei en Norrmalstorg durante el Festival de Cine de Estocolmo del año 2014.

## Premios

### Caballo de bronce: Mejor película
Las siguientes películas han recibido el premio de mayor honor del festival, la estatua del Caballo de Bronce de 7.3 kg.
Quentin Tarantino 

| Año  | Película                                | Director              | País           |
| ---- | --------------------------------------- | --------------------- | -------------- |
| 1990 | La historia natural de aparcar parcelas | Everett Lewis         | Estados Unidos |
| 1991 | Europa                                  | Lars von Trier        | Dinamarca      |
| 1992 | Reservoir Dogs                          | Quentin Tarantino     | Estados Unidos |
| 1993 | Un, deux, trois, soleil                 | Bertrand Blier        | Francia        |
| 1994 | Pulp Fiction                            | Quentin Tarantino     | Estados Unidos |
| 1995 | Instituto Benjamenta                    | Hermanos Quay         | Reino Unido    |
| 1996 | Lepa sela lepo gore                     | Srđan Dragojević      | Yugoslavia     |
| 1997 | Unmade Beds                             | Nicholas Barker       | Estados Unidos |
| 1998 | Rane                                    | Srđan Dragojević      | Yugoslavia     |
| 1999 | Les Convoyeurs Attendent                | Benoît Mariage        | Bélgica        |
| 2000 | Ali Zaoua, prince de la rue             | Nabil Ayouch          | Marruecos      |
| 2001 | Bully                                   | Larry Clark           | Estados Unidos |
| 2002 | Irreversible                            | Gaspar Noé            | Francia        |
| 2003 | Schultze Gets the Blues                 | Michael Schorr        | Alemania       |
| 2004 | Innocence                               | Lucile Hadzihalilovic | Francia        |
| 2005 | Nordeste                                | Juan Diego Solanas    | Argentina      |
| 2006 | Sherrybaby                              | Laurie Collyer        | Estados Unidos |
| 2007 | 4 meses, 3 semanas, 2 días              | Cristian Mungiu       | Rumania        |
| 2008 | Frozen River                            | Courtney Hunt         | Estados Unidos |
| 2009 | Dogtooth                                | Yorgos Lanthimos      | Grecia         |
| 2010 | Winter's Bone                           | Debra Granik          | Estados Unidos |
| 2011 | Oslo, 31. august                        | Joachim Trier         | Noruega        |
| 2012 | Lore                                    | Cate Shortland        | Alemania       |
| 2013 | The Selfish Giant                       | Clio Barnard          | Reino Unido    |
| 2014 | Bande de filles                         | Céline Sciamma        | Francia        |
| 2015 | Louder Than Bombs                       | Joachim Trier         | Noruega        |
| 2016 | Bezbog                                  | Ralitza Petrova       | Bulgaria       |
| 2017 | Jeune Femme                             | Léonor Serraille      | Francia        |
| 2018 | Firecrackers                            | Jasmin Mozaffari      | Canadá         |
| 2019 | Canción sin nombre                      | Melina León           | Perú           |
| 2020 | Berlin Alexanderplatz                   | Burhan Qurbani        | Alemania       |
| 2021 | Rhino                                   | Oleg Sentsov          | Ucrania        |
| 2022 | Holy Spider                             | Ali Abbasi            | Dinamarca      |
| 2023 | Los colonos                             | Felipe Gálvez         | Chile          |
| 2024 | Nickel Boys                             | RaMell Ross           | Estados Unidos |

### Lifetime Achievement Award
Este premio se le concede a un cineasta en reconocimiento a toda su trayectoria.
- 1990 – Roger Corman
- 1991 – Dennis Hopper
- 1992 – Viveca Lindfors
- 1994 – Quentin Tarantino
- 1995 – Jean-Paul Gaultier
- 1996 – Rod Steiger
- 1997 – Elia Kazan
- 1998 – Gena Rowlands
- 1999 – Roman Polanski
- 2000 – Lauren Bacall
- 2001 – Jean-Luc Godard
- 2002 – Erland Josephson
- 2003 – David Lynch
- 2004 – Oliver Stone
- 2005 – David Cronenberg
- 2006 – Lasse Hallström
- 2007 – Paul Schrader
- 2008 – Charlotte Rampling
- 2009 – Susan Sarandon
- 2010 – Harriet Andersson
- 2011 – Isabelle Huppert
- 2012 – Jan Troell
- 2013 – Claire Denis
- 2014 – Mike Leigh
- 2015 – Stephen Frears
- 2016 – Francis Ford Coppola
- 2017 - Vanessa Redgrave
- 2018 - Mary Harron
- 2019 - Max von Sydow
- 2020 - Martin Scorsese & Isabella Rossellini
- 2021 - Jane Campion
- 2022 - Anthony Hopkins
- 2023 - Ken Loach
- 2024 - Costa-Gavras

### Premio Estocolmo Visionary
Premio Estocolmo Visionary fue establecido en 2004 para destacar a los visionarios dentro del cine moderno.
- 2004 – Todd Solondz
- 2005 – Terry Gilliam
- 2006 – Darren Aronofsky
- 2007 – Wes Anderson
- 2008 – Wong Kar-wai
- 2009 – Luc Besson
- 2010 – Gus Van Sant
- 2011 – Alejandro González Iñárritu
- 2012 – Jacques Audiard
- 2013 – Peter Greenaway
- 2014 – Roy Andersson
- 2015 – Yorgos Lanthimos
- 2016 – François Ozon
- 2017 - Pablo Larraín
- 2018 - Asghar Farhadi
- 2019 - Céline Sciamma
- 2020 - Matteo Garrone
- 2021 - Joachim Trier
- 2022 - Sam Mendes
- 2023 - Catherine Breillat
- 2024 - Sean Baker & Steve McQueen

### Achievement Award
Premio concedido a un actor en reconocimientos a su trayectoria. Se empezó a entregar en 2012, diferenciándolo del Lifetime Achievement Award.
- 2012 – Willem Dafoe
- 2014 – Uma Thurman
- 2015 – Ellen Burstyn
- 2016 - No se concedió.
- 2017 - No se concedió.
- 2018 - Gunnel Lindblom
- 2019 - Rosanna Arquette & Payman Maadi
- 2020 - Viggo Mortensen
- 2021 - Kenneth Branagh & Robin Wright
- 2022 - Fares Fares
- 2023 - Ethan Hawke
- 2024 - Jesse Eisenberg

### Premio del Público
El público del festival ha votado y estas son las películas ganadoras:
| Año  | Película                  | Director                        | País           |
| ---- | ------------------------- | ------------------------------- | -------------- |
| 2000 | Boys don't cry            | Kimberly Peirce                 | Estados Unidos |
| 2000 | Billy Elliot              | Stephen Daldry                  | Reino Unido    |
| 2001 | Lost and Delirious        | Léa Pool                        | Canadá         |
| 2002 | Japón                     | Carlos Reygadas                 | México         |
| 2003 | The Station Agent         | Thomas McCarthy                 | Estados Unidos |
| 2004 | Oldboy                    | Park Chan-wook                  | Corea del Sur  |
| 2005 | Storm                     | Måns Mårlind y Björn Stein      | Suecia         |
| 2006 | Little Miss Sunshine      | Jonathan Dayton y Valerie Faris | Estados Unidos |
| 2007 | Juno                      | Jason Reitman                   | Estados Unidos |
| 2008 | Involuntary               | Ruben Östlund                   | Suecia         |
| 2009 | The Cove                  | Louie Psihoyos                  | Estados Unidos |
| 2010 | Waste Land                | Louie Psihoyos                  | Brasil         |
| 2010 | This Is England           | Shane Meadows                   | Reino Unido    |
| 2011 | 50/50                     | Jonathan Levine                 | Estados Unidos |
| 2012 | Call Girl                 | Mikael Marcimain                | Suecia         |
| 2013 | 12 Years a Slave          | Steve McQueen                   | Estados Unidos |
| 2014 | Mommy                     | Xavier Dolan                    | Canadá         |
| 2015 | Mustang                   | Deniz Gamze Ergüven             | Francia        |
| 2016 | Katie Says Goodbye        | Wayne Roberts                   | Estados Unidos |
| 2017 | Wild Roses                | Anna Jadowska                   | Polonia        |
| 2018 | Los silencios             | Beatriz Seigner                 | Colombia       |
| 2019 | Beanpole                  | Kantemir Balagov                | Rusia          |
| 2020 | Nuevo orden               | Michel Franco                   | México         |
| 2021 | Belfast                   | Kenneth Branagh                 | Reino Unido    |
| 2022 | The Banshees of Inisherin | Martin McDonagh                 | Reino Unido    |
| 2023 | No se concedió            | No se concedió                  | No se concedió |
| 2024 | No se concedió            | No se concedió                  | No se concedió |

## Otros premios

### Hacia el estrellato
El premio se le es otorgado a un actor que ha realizado una actuación que destacó en la película y tiene la capacidad de poder llegar a ser una estrella en un futuro. El propósito principal de este premio es para destacar a un actor que está comenzando su profesión.
- 2008 – Malin Crépin
- 2009 – Anastasios Soulis
- 2010 – Alicia Vikander
- 2011 – Malin Buska
- 2012 – Nermina Lukac
- 2013 – Adam Lundgren
- 2014 – Julia Ragnarsson
- 2015 – Aliette Opheim
- 2016 – Filip Berg
- 2017 - Gustav Lindh
- 2021 - Edvin Ryding
- 2022 - Sara Shirpey
- 2023 - Hanna Ardéhn
- 2024 - Erik Svedberg-Zelman